# Mariana Genesio Peña
Mariana Genesio Peña (Córdoba, 19 de agosto de 1980) es una actriz argentina.

## Biografía
Mariana Genesio Peña nació el 19 de agosto de 1980 en Córdoba. Es hija de una ama de casa y el dueño de una fábrica de alimentos, y tiene tres hermanos. Inició su transición a los 18 años, al elegir como nombre Mariana.
En 2008 se mudó a Buenos Aires, en donde incursionó en el mundo del modelaje con Roberto Piazza, e inició una carrera artística al realizar actuaciones en obras de teatro. Ese mismo año conoció a al guionista Nicolás Giacobone, con quien se casó. Fue protagonista de la primera campaña publicitaria de una empresa privada dirigida a personas del colectivo trans en Argentina.
En 2015 se dio a conocer internacionalmente tras acudir a la ceremonia de los Premios Óscar junto a Giacobone.
En 2018 actuó en la segunda temporada de la serie de Netflix El marginal, donde interpretó a Ginna. Ese mismo año, fue parte del reparto de la película Animal de Armando Bó.
En 2019 fue una de las protagonistas de la telenovela Pequeña Victoria, donde interpretó a Emma Uriburu, una mujer trans dentro de la trama. A fines del ese año y tras 11 años se separan con Nicolás Giacobone.
En 2021 se anunció que protagonizaría una serie sobre la vida de Cris Miró.
En 2022, durante una entrevista en vivo en el programa LAM de América Televisión, sufrió un ataque tránsfobo por parte de un viandante.

## Filmografía

### Series de televisión
| Año       | Título                 | Personaje       |
| --------- | ---------------------- | --------------- |
| 2017-2018 | El marginal            | Ginna           |
| 2019      | Pequeña Victoria       | Emma Uriburu    |
| 2021      | Showmatch, la academia | Ella misma      |
| 2021      | Pequeñas Victorias     | Emma Uriburu    |
| 2022      | El fin del amor        | Ofelia Weitzman |

### Series web
| Año  | Título              | Personaje |
| ---- | ------------------- | --------- |
| 2020 | Historias Migrantes | Amaral    |
| 2020 | Adentro             | Camila    |

### Películas
| Año  | Título              | Personaje  |
| ---- | ------------------- | ---------- |
| 2017 | Dracula is not dead | Vampire    |
| 2018 | Animal              | Prostituta |
| 2020 | Copi                | Copi       |

## Teatro
| Año       | Obra                          | Teatro               |
| --------- | ----------------------------- | -------------------- |
| 2011-2012 | La casa de Bernarda Alba      | Cooperativa          |
| 2016      | Street Children               | The New Ohio Theatre |
| 2017      | Difficult Transition          | dir Kevin Clancy NYC |
| 2018      | Arena                         | Microteatro          |
| 2018      | Cromosoma XX                  | Microteatro          |
| 2022      | ClimaX                        | Multiescena          |
| 2025      | El suelo que sostiene a Hande | Teatro Regio         |